# 日置将士
日置 将士（ひおき まさし、1981年6月5日 - ）は、千葉県印旛郡「キタガワ電気」の店長、TBS『SASUKE』の有力選手、YouTuber。

## 来歴
高校時代にバドミントンで全国大会出場の経験があり、日本代表選手を目指すも夢叶わず。大学時代にバンドマンの経験があり、いつもボイストレーニングをしていた。卒業後はサラリーマンとして就職。その時にイルカの調教師を目指して専門学校を卒業後、兵庫県の城崎マリンワールドで働いていた彼女（後の妻）と出会い、デートでお台場のマッスルパーク（閉園済み）に訪れ、エリアをクリア出来なかった悔しさからトレーニングを始める。
『SASUKE』出場を懸けて2008年頃から毎回予選会に出場するが、最終種目で脱落することが多く、出場権獲得をあと一歩のところで逃すことが多かった。また予選会の会場には毎回彼女が応援に駆けつけていた。
2010年2月に結婚。2月7日に披露宴を行い、日置と同郷でSASUKEオールスターズの白鳥文平が乾杯の挨拶を務めた。同年3月28日に放送された『SASUKE2010春』第25回大会で念願の初出場を果たす。
結婚を機に、妻の父が独立して千葉県印旛郡酒々井町に「キタガワ電気」を立ち上げ、男手が足りずに手伝いをし始めたことを機に勤めていた会社を退職。町の電気屋として新たな道を歩み始め、現在は店長を務めている。
2013年、『SASUKE RISING 2013』第29回大会で初めて1st STAGEをクリア。翌年の大会では2nd STAGEもクリアし、3rd STAGEのクレイジークリフハンガーまで進出。
2018年、『SASUKE2018大晦日』の大会収録2週間前に練習中に左足首靱帯損傷の大けがを負い出場が危ぶまれたが、懸命なリハビリの末にギリギリになってドクターから挑戦の許可を得て出場。満身創痍の中で1stをクリアすると、今まで1度も成功していなかったウルトラクレイジークリフハンガーの1回目の飛び移りに成功し自己最高記録を残した。
2020年5月22日、自身のYouTubeチャンネルを開設した。
2024年8月21日放送の「SASUKEワールドカップ2024」に、JAPAN Blueのチームメンバーとして選出された。

## 人物
身長170.2cm、体重62kg。握力60.3kg。
子役として活動していた時期がある。
スポーツ歴は小学校でソフトボール、高校でバドミントン。
SASUKE第25回大会出場を懸けたオーディションでマークした50mのタイムは6.04秒。
漆原裕治や川口朋広らオールスターズに次ぐ実力者「SASUKE新世代」として紹介されることが多く、近年では「31番」「45番」「60番」等比較的若いゼッケン番号で出場する事が多い。そのため、「切り込み隊長」と呼ばれている。大怪我を負って出場した第36回以降は加齢の影響もあり、ややコンディション不良が目立つようになり、警告音を鳴らす事が増えている。第41回以降は大会前に必ず体のどこかを怪我するアクシデントが続いており、万全なコンディションで望めない大会が続いているものの、随所で危ない場面を見せつつも安定した成績を残し続けている。
SASUKEには毎回仕事服で挑んでおり、第25～29回までは胸部に金色の明朝体の「北川電気」のロゴがプリントされた黒いポロシャツを着用し、第30回以降は「キタガワ電気」のロゴがプリントされた青いポロシャツを着用している。また近年は、出番前にスタート台で家族と仲間一同で「出発、進行！発車、オーライ！」の掛け声をするのがルーティーンとなっている。また初出場の第25回はスタート台で八木・宇田アンテナを掲げていた。
挑戦は「家族で戦う」を信条としており、妻と3人の子供も「キタガワ電気」のロゴが入った衣服を着用してスタート台から応援している。自身も「将来は息子と一緒に出場する事が夢である」と語っている。
性格は非常に明朗快活であり冗談好きな為、番組内でもおどけた様子を見せるムードメーカーであるが、自身や仲間のステージクリアの際に感極まって涙を流す一面もあり、漆原裕治が第34回で引退を懸けて挑んだ1stをクリアした際は、膝から崩れ落ちて涙を流した。
ヘビが大の苦手で、爬虫類を飼育している又地諒の自宅に訪問した際、数種類のヘビを目にして絶叫したと語り、リモート通話の画面越しでも見れないほど苦手。
自他共に認める甘党であり、アイスクリームやコーラ、ジャイアントカプリコのいちご味が大好物であり、下戸であると公言している。

## エピソード
20歳を迎える前後の時期にボーカリストのオーディションに参加。カラオケボックスで応募し、二次審査を合格して最終選考まで残って会場に向かったところ、女性ボーカリストのオーディションに参加していた。
彼女とのデートでお台場のマッスルパークに通い、パイプスライダーがクリア出来ず、失敗の様子を見兼ねた彼女が、Mixiで川口朋広、漆原裕治ら3人にダイレクトメッセージで「彼氏がクリア出来ないので教えてください」と送ったところ、川口のみ返信をくれたため、それ以来川口を師匠と慕っている。

## SASUKEでの戦歴

### 大会ごとの戦歴
第21回大会～第23回大会
第21回大会に先駆けて行われた大予選会「SASUKEトライアル2008夏」に参加も、トランポリンエリアで落水し敗退。本戦出場ならず。
第22回は最終種目のトランポリンハイジャンプで脱落し出場を目前で逃す。
第23回でも予選会に出場し最終種目まで生き残るも、パイプ一本渡りで脱落しまたも本戦出場を逃す。

#### 第25回大会～第27回大会
第25回に、オーディションの50m走で最速記録を叩き出し念願の初出場。スタート台では八木・宇田アンテナを掲げてアピールしていた。同大会では、1stステージのサークルスライダーでロイター板の踏み込みが甘く、サークルにあと数センチ届かずリタイア（ゼッケン92）。
第26回は1stのそり立つ壁でタイムアップ（ゼッケン64、全カット）。
第27回は予選会を3位通過で出場も、1stのジャイアントスイングで着地後にバランスを崩して落水（ゼッケン61、ダイジェスト）。

#### 第28回大会～第31回大会
第28回は出場者選考オーディションに参加し、腕立て伏せ100回をこなすも2次予選の面接に進めず出場権を逃した。
第29回では1stを2.84秒残しで自身初のクリア。競技後には妻と仲間の前で涙を流した。初進出の2ndステージでは、バックストリームから脱出すると同時にタイムアップ（ゼッケン73）。
第30回から、毎回「キタガワ電気」の青いポロシャツを着用して出場することが恒例となった。同大会では1stを5.74秒残しでクリア。2ndでは前回リタイアしたバックストリームを攻略し最後のウォールリフティングに苦戦しながらも、2.02秒を残して初の2ndクリア。初挑戦の3rdステージでは、新第3エリアのドラムホッパーの1回目の移動で、体勢を崩し立て直す場面もあったが辛うじて攻略。しかし、直後のクレイジークリフハンガーの飛び移りに失敗しリタイア（ゼッケン2935）。
第31回は、1stの新エリアで登場したタックルで大幅に脚力を奪われ、直後のそり立つ壁で1度失敗するも、同大会そり立つ壁の初攻略者となり、最後は時間との闘いになりながら0.12秒残しでクリア。2ndを10.51秒残しで無難にクリアし、2大会連続の3rd進出を決めた。3rdでは新第3エリアのサイドワインダーで腕力を削られ、前回同様クレイジークリフハンガーの飛び移りに失敗しリタイア（ゼッケン31）。

#### 第32回大会～第34回大会
第32回は前回同様ゼッケン31番で出場。大会前に家を購入することが決まり、庭にはクレイジークリフハンガーのセットを設立し万全の状態で挑んだが、リニューアルの1stで、クワッドステップスとローリングヒルの連結部分で危うい場面を見せるも攻略。しかし、新第5エリアのダブルペンダラムのトランポリン跳躍で高さが出ず、バーを掴み切れず落水。第27回以来5年ぶりとなる1stリタイアを喫した。
第33回ではマイホームを新築し、リビングにSASUKEのセット、庭には仲間内からそり立つ壁のセットをプレゼントされた。さらにトランポリンも購入し練習を重ねて迎えた大会は、前回リタイアしたダブルペンダラムをクリア。そり立つ壁で1度失敗するも、立て直し5.91秒残しで、2大会ぶりかつ1st1人目のクリア者となった。そして、ここから日置の連続クリアロードが始まった。2ndでは大幅に難化したステージに対応出来ずリバースコンベアに大苦戦しながらタイムアップ（ゼッケン45）。第29回以来の2ndリタイアとなった。
第34回は前回同様ゼッケン45番で出場。スタミナ対策で走り込んだ成果が現れ、1stは各エリアを危なげなく攻略し25.3秒残しのハイペースでクリア。2ndでは前回リタイアしたリバースコンベアを攻略し、13.67秒残しで、1st2ndとも最速タイムでクリア。3大会ぶりに3rdへ進出するも、3rdではウルトラクレイジークリフハンガーの1回目の飛び移りに失敗しリタイア。

#### 第35回大会～第38回大会
第35回はゼッケン60番で出場。1stの新第5エリア・ドラゴングライダーで、日置の挑戦前まで誰も攻略者が居ない状態での挑戦となるも、1本目のレール滑走時に高低差から発生する強力な遠心力・バーの回転に耐える作戦として、バーを右手が順手左手が逆手で握る手法を取り見事初の攻略者となり、11.38秒残しでクリア。2ndも無難にクリアし、2大会連続の3rd進出となるも、サイドワインダーで大幅に体力を消耗した結果、直後の新第3エリア・プラネットブリッジで手の置き方を誤り、進入直後に足の支えが無くなった結果落水。日置は「こんな虚しい3rdは初めてですね」と語った。
第36回は、収録2週間前の練習中に右足首靭帯を損傷する大けがを負い、親交のある樽美酒や漆原達の励ましや家族の支えもあり、リハビリを経て万全の状態ではないものの出場。痛みを堪えながらも怪我を感じさせない安定したパフォーマンスで8.03秒残しで無事に1stをクリア。直後に涙を流しながら「(樽美酒)研二さんありがとう！みんなありがとう！」と感謝の言葉を叫び、実況の杉山真也も「日置がここまで涙を流したことがあったでしょうか」と言っていた。2ndも13.11秒残しでクリア。3rdでは前回リタイアしたプラネットブリッジも足の激痛に耐えながら攻略。過去3度リタイアしたウルトラクレイジークリフハンガーの1回目の飛び移りを初成功するも、2回目の飛び移りで失敗しリタイア（ゼッケン71）。リタイア後のインタビューでは、「悔しいですけど嬉しいです」と、負傷を乗り越え出場した今大会で、自己ベストを更新した事に対する喜びを語った。
第37回は、1stでマイナーチェンジで逆回転ゾーンが追加されたフィッシュボーンで進入タイミングを逸した場面もあったものの柔軟に対応し、3.38秒残しでクリア。2ndも16.36秒残しでクリアするも、3rdでは前回攻略したクリフハンガーディメンションの1回目の飛び移りに失敗しリタイア（ゼッケン60）。
第38回は、1stを6.27秒残しで無難にクリア。2ndでは新第1エリアのローリングログの回転による三半規管のダメージで、スパイダーウォーク突入時にバランスを崩して足を滑らせる危ない場面も見られ、その影響でタイムロス。ウォールリフティングの2枚目を持ち上げ3枚目に移行したと同時にタイムアップ（ゼッケン57）。第33回以来3年半ぶりとなる2ndリタイアを喫した。

#### 第39回大会～
第39回は、40代を迎えて初めての大会となった。1st・タックル途中で足がつるも、その後の2連そり立つ壁を攻略し14.39秒残しでクリア。前回リタイアした2ndも、16.75秒残しで2大会ぶりにクリア。3rdでは、マイナーリニューアルが施されたサイドワインダーを迅速に攻略し、疲労を最小限に留めた状態で、新第3エリアのスイングエッジを攻略。しかし、前々回リタイアしたクリフハンガーディメンションの1回目の飛び移りに失敗しリタイア（ゼッケン59）。
第40回は大会1ヶ月前に左足首の靱帯損傷と骨挫傷の怪我に見舞われた。1stは前述の怪我もあり慎重に攻略を図り7.60秒残しでクリア。これで8大会連続の1stクリアとなり、連続した大会の1st連続クリア記録は竹田敏浩、長野誠と並んで歴代最多タイとなった。2ndは途中まで順調に進むがスパイダードロップで大きくバランスを崩す。辛うじて攻略するがここでリズムが狂ったことが影響しバックストリームで幾度となく逆流に押し流され、タイムアップ（ゼッケン3955）。初めてバックストリームを攻略できないままリタイアとなった。漆原のYouTubeでの反省会によると、ゴーグルを変えて着地点がクリアに見える様になったが逆にそれで気を緩めてしまったのも理由であると語られている。なお、2ndでゼッケン4000の森本裕介がダイジェストになったことによって、第28回大会以降において、常連組と呼ばれる出場者のうち、全てのステージがフルで放送されたのは、日置のみになった。
第41回は大会3週間前に腰のヘルニアを発症、理学療法士によるリハビリの末に出場した。その影響か1stではツインダイヤであわや落水寸前にまで追い込まれたり、そり立つ壁では片手の第一関節しか頂上に掛からないなど、随所で危ない場面を見せるも6.54秒残しでクリア。欠場なしの9大会連続1stクリアという歴代最多記録を樹立した。2ndでは、サーモンラダー下りの1番下の段の左側のバーが段の下にずれるというメカニカルトラブルが発生したがすぐに掛け直し、前回リタイアしたバックストリームも難なく対処して7.09秒残しでクリア。3rdではサイドワインダー1→2本目の移行時に疲労を最小限に抑えるべく、素早く移行しようとした結果、落下寸前まで追い込まれるが、上半身の力だけで持ち堪える驚異のリカバリーを見せた。しかしこれにより想定よりも体力を大きく消耗。しかしスイングエッジを気力で超え、クリフディメンションの1→2本目の飛び移りまで到達（ゼッケン51）。本人も「正直今回に関してはここまで来れたのは奇跡、サイドワインダーで体力を使い果たして限界でした」と語った。
SASUKEワールドカップはJAPAN Blueの2番として出場。1stステージでは第1ヒートで登場し、98秒75でクリアでヒート内3位となった。2ndの15mスパイダークライムでは11秒60でクリア。3rdは不出場。
第42回大会は今年始めたボルタリングで本番約2ヶ月前にあばら骨を骨折。1stでは全体的にスピード感があり新エリアのスクリュードライバーやリニューアルが施されたフィッシュボーンなども抜群の安定感で超えていった。そりたつ壁に到達時は約25秒が残っていたが日置としては珍しくそりたつ壁で一回は右手がかかるも体を支えきれず、失敗。二回目ではきちんと決めてきて4.42秒残しで1stクリア。欠場なしの10大会連続1stクリアを達成した。2ndでは制限時間が前回大会より5秒減らされた。今回は回転にたえられなかったりログが止まったりなどローリングログが猛威を振るっている。しかし日置はしっかり回転に耐えていきいつもと全く変わらないパフォーマンスで前回危ないシーンを見せたサーモンラダーや第38回大会でバランスを崩したスパイダーラン、前々回やられたバックストリームも順調に超えていき4.10秒残しで2ndもクリア。3rdでは挑戦前に10年間一度もクリアできていないですけど、どういう思いで今まで挑んできましたかとスタッフに聞かれたシーンでは「10年間一度もクリアしていないというのはマイナスな捉え方で、10年間経ってもここに立っていれるというのは努力の仕方が間違っていないと思うんですよ」と語った。今回からリニューアルが施されたスイングエッジが猛威を振るっている中、嫌いなエリアと語っていたフライングバーや前回大会非常に危ない形で攻略したサイドワインダーを超えて、問題のスイングエッジ。仲間に自信持ってとアドバイスを受けるもやや飛距離が出ず1→2本目でリタイア（ゼッケン61）。今回も日置はフルで放送された。

### 大会別成績
| 大会       | ゼッケン | STAGE | 記録                             | 備考                       |
| ---------- | -------- | ----- | -------------------------------- | -------------------------- |
| 第25回大会 | 92       | 1st   | サークルスライダー               | サークルに届かず           |
| 第26回大会 | 64       | 1st   | そり立つ壁                       | 全カット、タイムアップ     |
| 第27回大会 | 61       | 1st   | ジャイアントスイング             | 着地後に転落、ダイジェスト |
| 第29回大会 | 73       | 2nd   | バックストリーム                 | クリア後、タイムアップ     |
| 第30回大会 | 2935     | 3rd   | クレイジークリフハンガー         | 3→4本目 飛び移り失敗       |
| 第31回大会 | 31       | 3rd   | クレイジークリフハンガー         | 3→4本目 飛び移り失敗       |
| 第32回大会 | 31       | 1st   | ダブルペンダラム                 | バーを掴み切れず           |
| 第33回大会 | 45       | 2nd   | リバースコンベア                 | タイムアップ               |
| 第34回大会 | 45       | 3rd   | ウルトラクレイジークリフハンガー | 1→2本目 飛び移り失敗       |
| 第35回大会 | 60       | 3rd   | プラネットブリッジ               | 1個目、突入直後            |
| 第36回大会 | 71       | 3rd   | ウルトラクレイジークリフハンガー | 2→3本目 飛び移り失敗       |
| 第37回大会 | 60       | 3rd   | クリフハンガーディメンション     | 1→2本目 飛び移り失敗       |
| 第38回大会 | 57       | 2nd   | ウォールリフティング             | 2→3枚目                    |
| 第39回大会 | 59       | 3rd   | クリフハンガーディメンション     | 1→2本目 飛び移り失敗       |
| 第40回大会 | 3955     | 2nd   | バックストリーム                 | タイムアップ               |
| 第41回大会 | 51       | 3rd   | クリフディメンション             | 1→2本目 飛び移り失敗       |
| 第42回大会 | 61       | 3rd   | スイングエッジ                   | 1→2個目 掴めず             |

- ※第25回大会は抽選によってゼッケンが決定

### 通算成績
| 出場数 | 2nd進出 | 3rd進出 | Final進出 | 完全制覇 | 最優秀成績 |
| ------ | ------- | ------- | --------- | -------- | ---------- |
| 17回   | 13回    | 9回     | 0回       | 0回      | 0回        |

- 2023年 第42回大会終了時点

#### SASUKEワールドカップ2024
| チーム     | 背番号 | STAGE | 出順            | 記録   | 備考   | ポイント |
| ---------- | ------ | ----- | --------------- | ------ | ------ | -------- |
| JAPAN Blue | 2      | 1st   | 第1ヒート-5番目 | クリア | 98秒75 | 50pt     |
| JAPAN Blue | 2      | 2nd   | 2番目           | クリア | 11秒60 |          |
| JAPAN Blue | 2      | 3rd   | 未出場          |        |        |          |

## 特筆
- SASUKE新世代の中でも特に漆原裕治、又地諒と非常に仲が良く、共にトレーニングや遊びに興じることが多く、その様子は漆原のYouTubeチャンネルで視聴できる。
- 同じくSASUKE新世代で同い年の川口朋広には、上述のサスケパークでエリア攻略のアドバイスを受けたこともあって[1]、「一緒にSASUKEのスタート台に立とう」と誓い合うほど交流を深め、現在でも良き仲間として度々食事に行く仲である[2]。また水曜日のダウンタウンのSASUKE関連の企画にも、川口と共に出演する事が多い。
- SASUKEでの繋がりから芸能人の樽美酒研二、森渉、武尊、塚田僚一、岩本照とも交流があり、特に樽美酒はSASUKE直前に週5回のペースで自宅へ訪問し共にトレーニングに勤しむ程の仲であり、樽美酒本人も「兄弟のような存在」と語っている。また、樽美酒研二、山葵(和楽器バンド)、岩本照はトレーニング仲間であり、「SASUKE4兄弟」の次男である。ちなみに、長男は樽美酒研二、三男は山葵、四男は岩本照である。
- 第33回までは1st・2nd共に制限時間ギリギリでのクリアが多かったが、第34回前に自宅付近の坂を利用した徹底的な走り込みを行いスタミナとスピードに磨きをかけた事により、余裕を持ったタイムでクリアをするようになっている。上述の漆原のYoutubeチャンネルの動画内でも、漆原、森本裕介、多田竜也にも走り込みを勧め共にトレーニングを行っていた。
- 第35回大会で1stステージに初登場し「1stステージ最難関エリア」と謳われたドラゴングライダーを「バーを順手と逆手で持つ」（番組上では「ジュンサカ」とも表現された）という手で人類で初めてクリアし、会場を沸かせた。

## 世界の大会出場歴
- 2015年、ラスベガスで行われた『American Ninja warriorのUSA vs The World』に日本代表として出場[3]。
- 2019年、ドイツで行われた『Ninja Warrior Germany 4 nations Special』に日本代表として出場[4]。
- 2024年、日本で開催された『SASUKEワールドカップ2024」にJAPAN Blueとして出場。

## 本大会以外の出来事
- 2014年夏のイベント「SASUKE PARK in 豊洲」に来場し、白鳥文平と「チーム印旛」を組んだ[5]。

- 2022年8月8～14日、東京・丸の内で開催された「丸の内スポーツフェス」SASUKE体験会に参加し、日置は8月11・13・14日に出演した。
- 同年11月6日、「SASUKEキッズアカデミー」に漆原裕治と共にゲスト出演した[6]。
- 同年12月17・18日、赤坂サカスで開催された「SASUKE体験会」にゲスト出演した[7]。

## 出演

### テレビ
- SASUKE（TBS）
- 水曜日のダウンタウン（2019年4月10日、2020年4月8日、TBS）
- 旅するサウナ（2022年8月30日、BS-TBS）
- バース・デイ（2022年12月10日、TBS）
- 週刊さんまとマツコ（2022年12月25日、TBS）
- クイズ!倍買（TBS）
- THE TIME,（2022年12月28日、TBS）
- ラヴィット!（2024年7月30日、TBS）
- 大晦日オールスター体育祭（2024年12月31日、TBS）

### ラジオ
- マッスル力也のなるほどMonday（2022年9月12日[8]）